# 安庄天主堂
安庄圣母无染原罪天主堂，又名安家庄天主堂，位於河北省保定市徐水区北户木乡安庄村，是天主教保定教区开教最早的天主教堂区， 安庄天主堂始建于1893年，全村2000多人，几乎全部为天主教教友。

## 历史
安家庄本堂区由孟振生主教（Joseph-Martial Mouly, C.M. 1807—1868）创建。禁教时期，传教士隐藏于此避难，秘密传教。1846年4月28日，孟振生以天主教蒙古代牧区宗座代牧的身份，兼任天主教北京教区代理主教，驻扎在直隶省保定府徐水县安家庄，直到咸丰十年（1860年），第二次鸦片战争结束后，孟振生作为直隶北境代牧区的宗座代牧进驻北京。安家庄曾是北京教区的临时主教公署达二十二年之久 。保定总铎区原设于安家庄，1872年由安家庄迁往保定府。
安庄天主堂建于清光绪十九年（1893年）。1900年发生庚子之乱，保定地区的中外天主教徒逃至清苑东闾中华圣母堂和徐水安家庄教堂，筑围墙、碉堡自守，抵抗义和团。

## 建筑
安庄天主堂长42米，宽18米，高15米，可容纳上千人，罗曼式风格，面向北方，顶部设有穹顶。现任天主教保定教区主教安树新即来自安家庄。